# Ekab

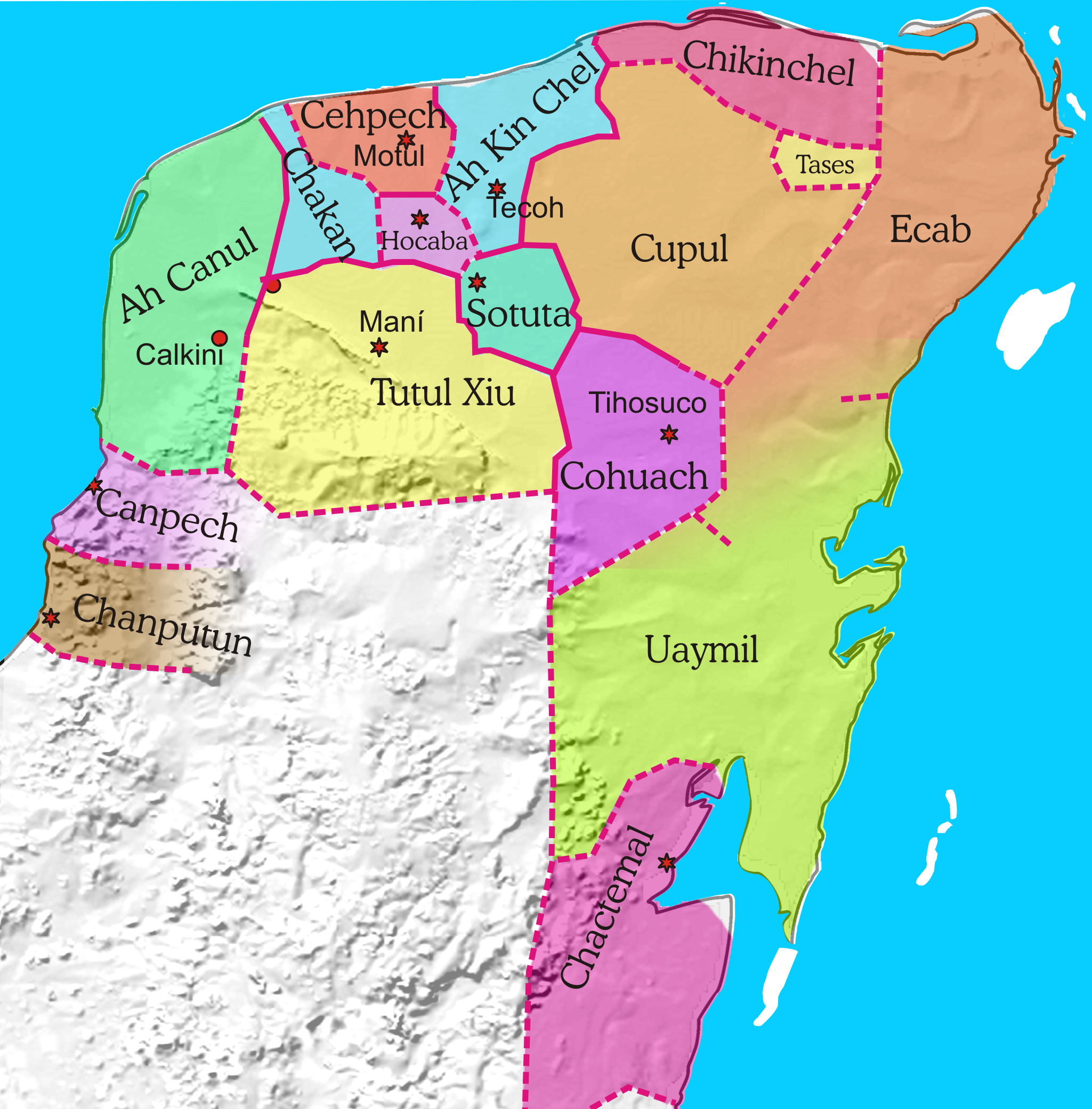
Politische Gliederung Yucatáns um 1500

Ekab (Ekab, Ek'Aab) war ein Fürstentum (Mayathan: cuchcabal) der Maya auf Yucatán während der Postklassik, das bis in die Zeit der Konquista Bestand hatte.

## Beschreibung und Geschichte
Die Jurisdiktion Ekab entlehnte ihre Bezeichnung von einem gleichnamigen Ort an der Nordostspitze Yucatáns, der gleichzeitig Sitz eines Halach Huinik gewesen sein soll. Ekab wird also von den meisten Historikern den zentralregierten Fürstentümern Yucatáns zugerechnet, ähnlich Hocabá oder Ah Kin Chel. Es ist jedoch kein Name eines Herrschers überliefert.
Ekab grenzt im Nordwesten an Chikinchel, Tases und Cupul, im Südwesten ist der Grenzverlauf besonders ungesichert, gemeinhin wird angenommen, dass im Süden eine Grenze zu Cochuah bestanden hat. Da die östliche Ausdehnung des Machtbereichs von Chupul und Cochuah jedoch nicht eindeutig gesichert ist, kann lediglich angenommen werden, dass eine südliche Grenze zu Uaymil bestand.
Neben Cobá, das sehr wahrscheinlich zu Ekab gehörte, reihte sich eine Reihe von Küstenorten wie El Rey, El Meco, Polé, Xel Há, Zama, Tancah und Muyil aneinander, die bis in die spanische Zeit Teil eines sehr florierenden Küstenhandelsnetzwerkes waren. Wobei Polé aufgrund seiner Lage gegenüber Cozumels, wo sich eine zentrale Wallfahrtsstätte der Göttin Ix Chel befand, noch eine gesonderte Rolle zufiel. Von dort gelangten die Pilger auf die Insel. El Melco, das sich gegenüber der Isla Mujeres befand, wo sich ebenfalls ein Lokalheiligtum der Göttin Ix Chel befand, mag abgeschwächt eine ähnliche Rolle zugefallen sein. In Xel Há waren zwei Siedlungsteile durch eine Sacbé verbunden.

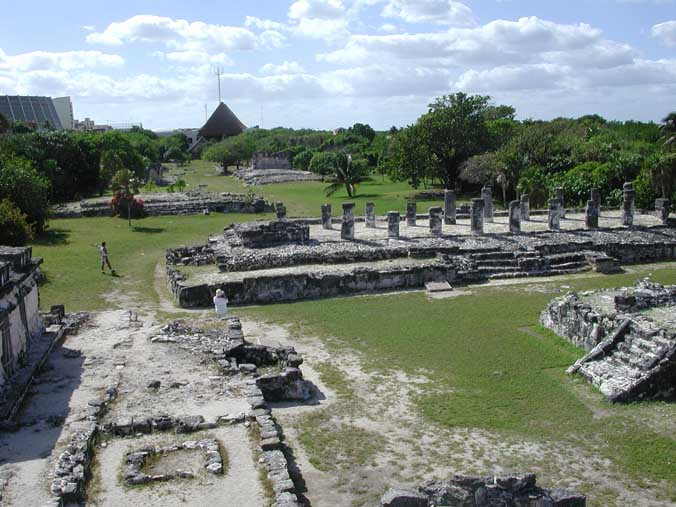
Archäologische Stätte El Rey
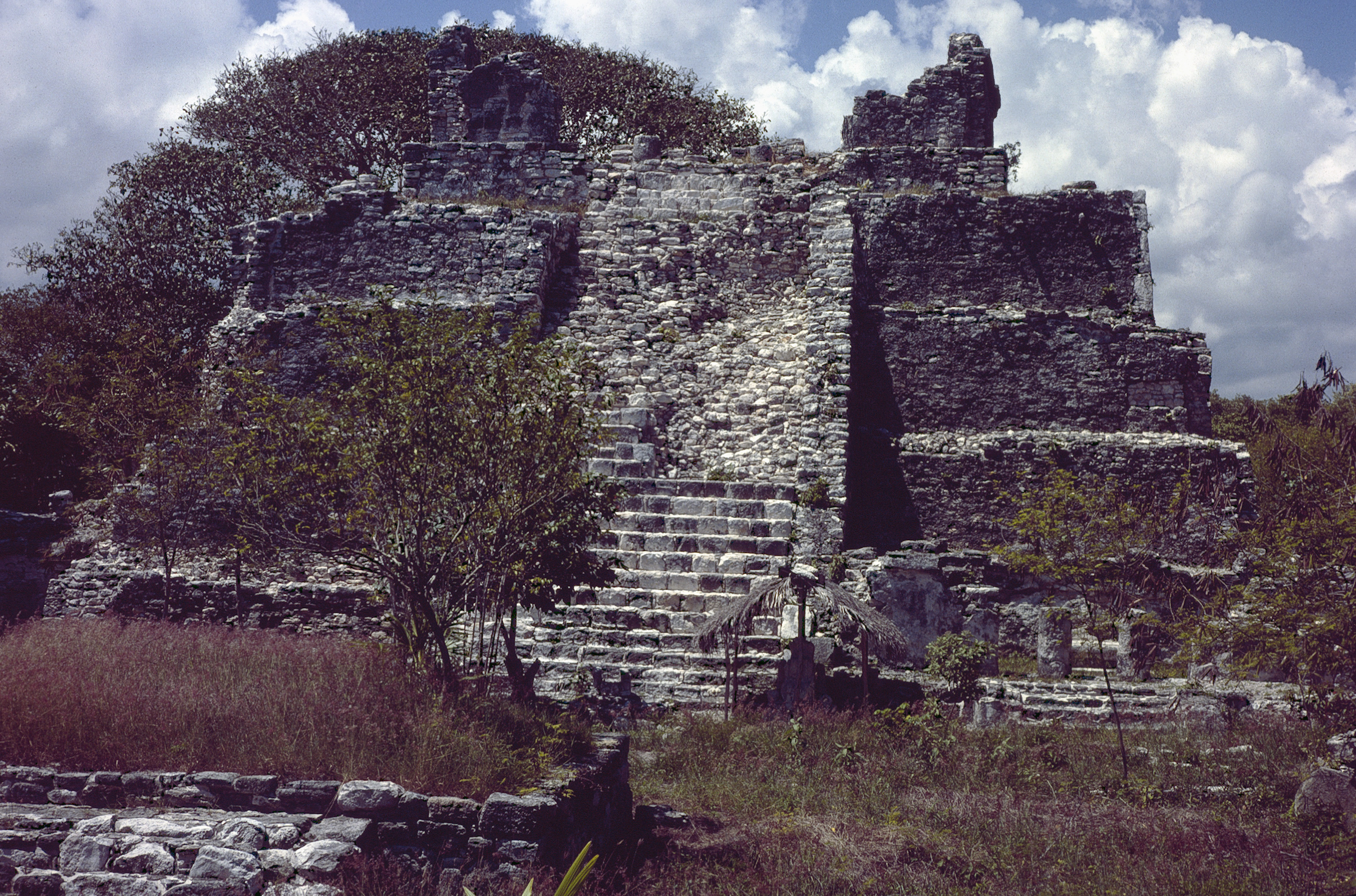
Die fünfstufige Pyramide in El Meco ist mit 17 m Höhe das größte Maya-Gebäude der Region.
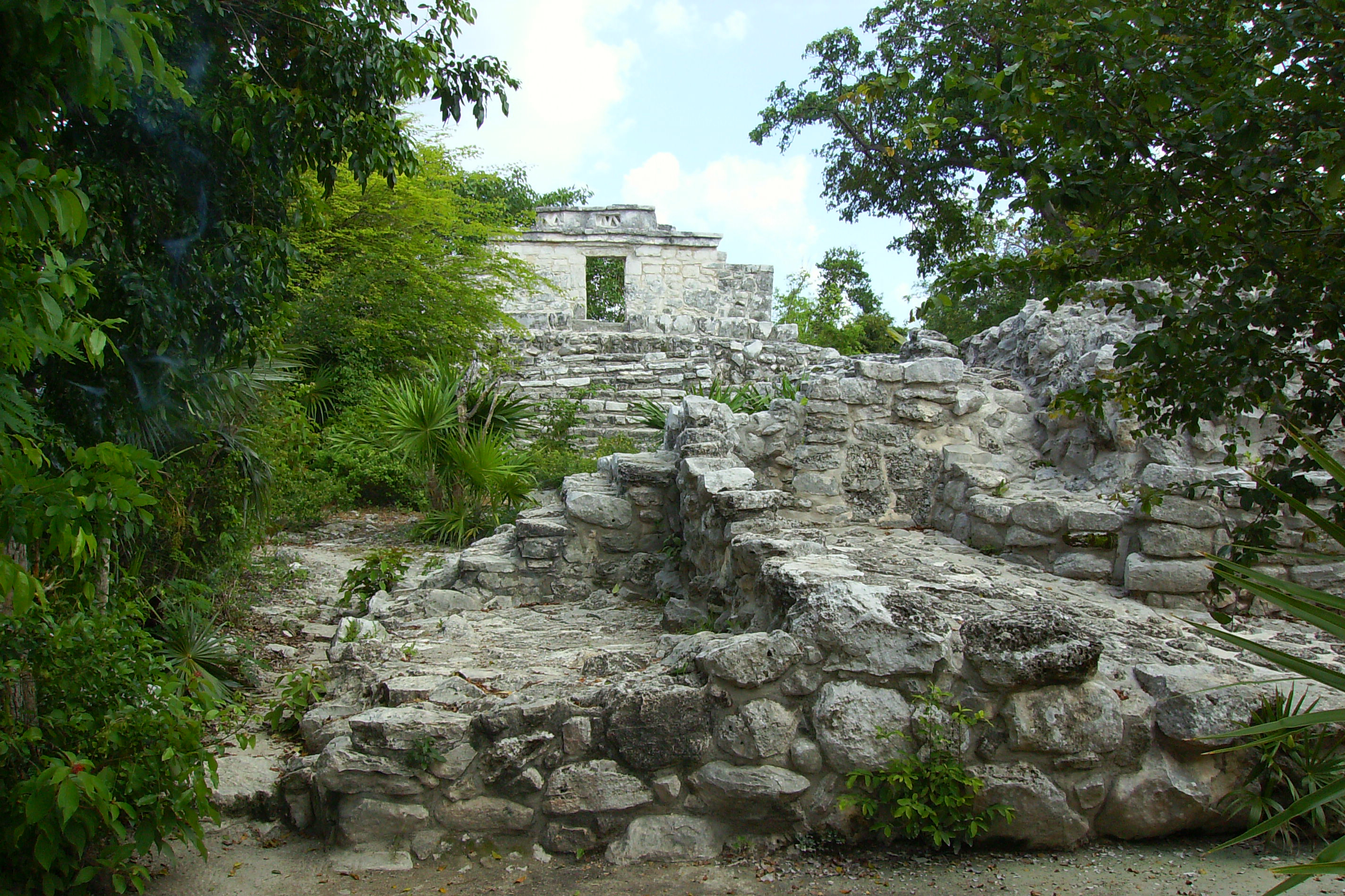
Tempelruinen in Polé
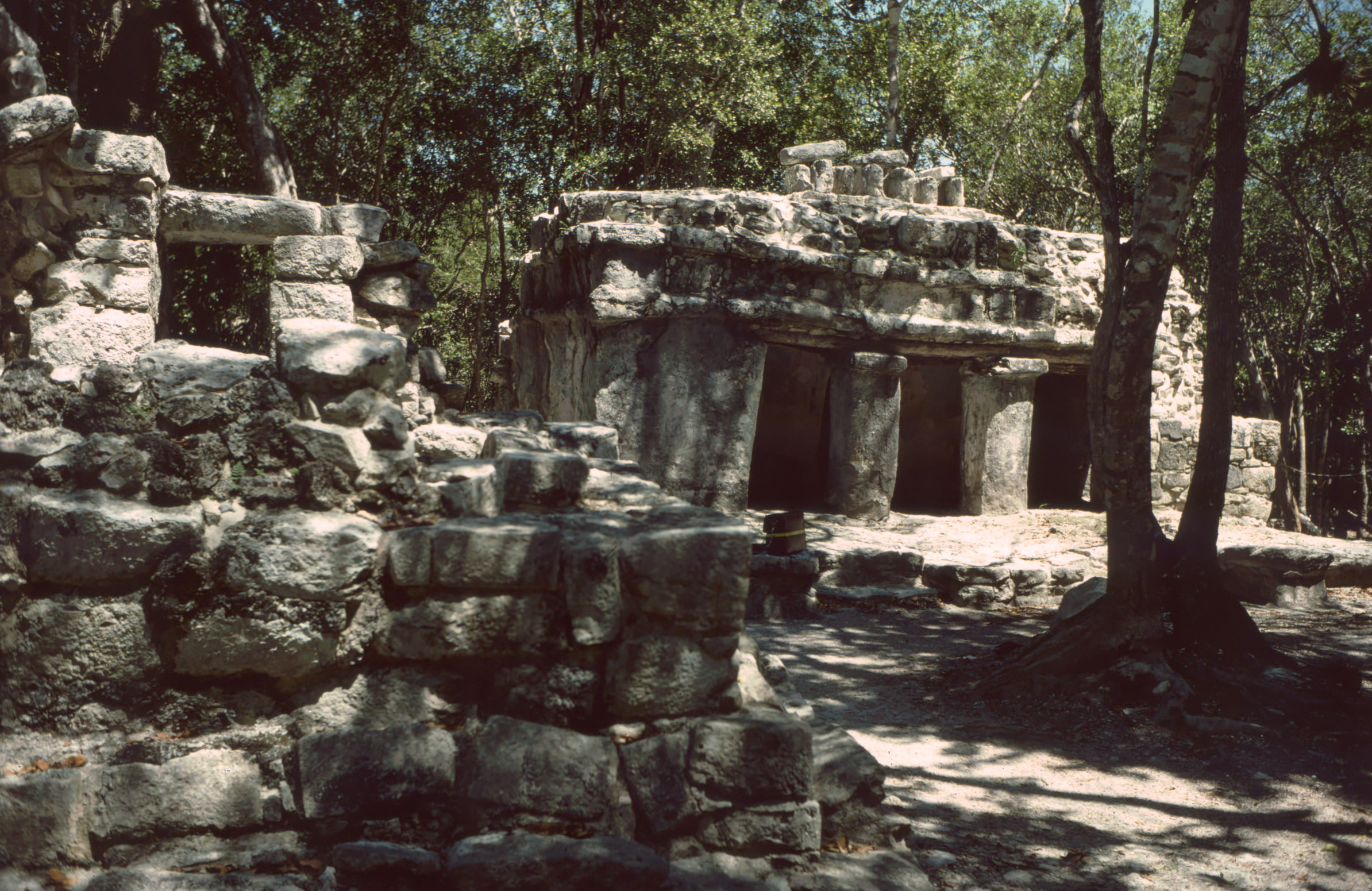
Tempelgebäude in Xel Há
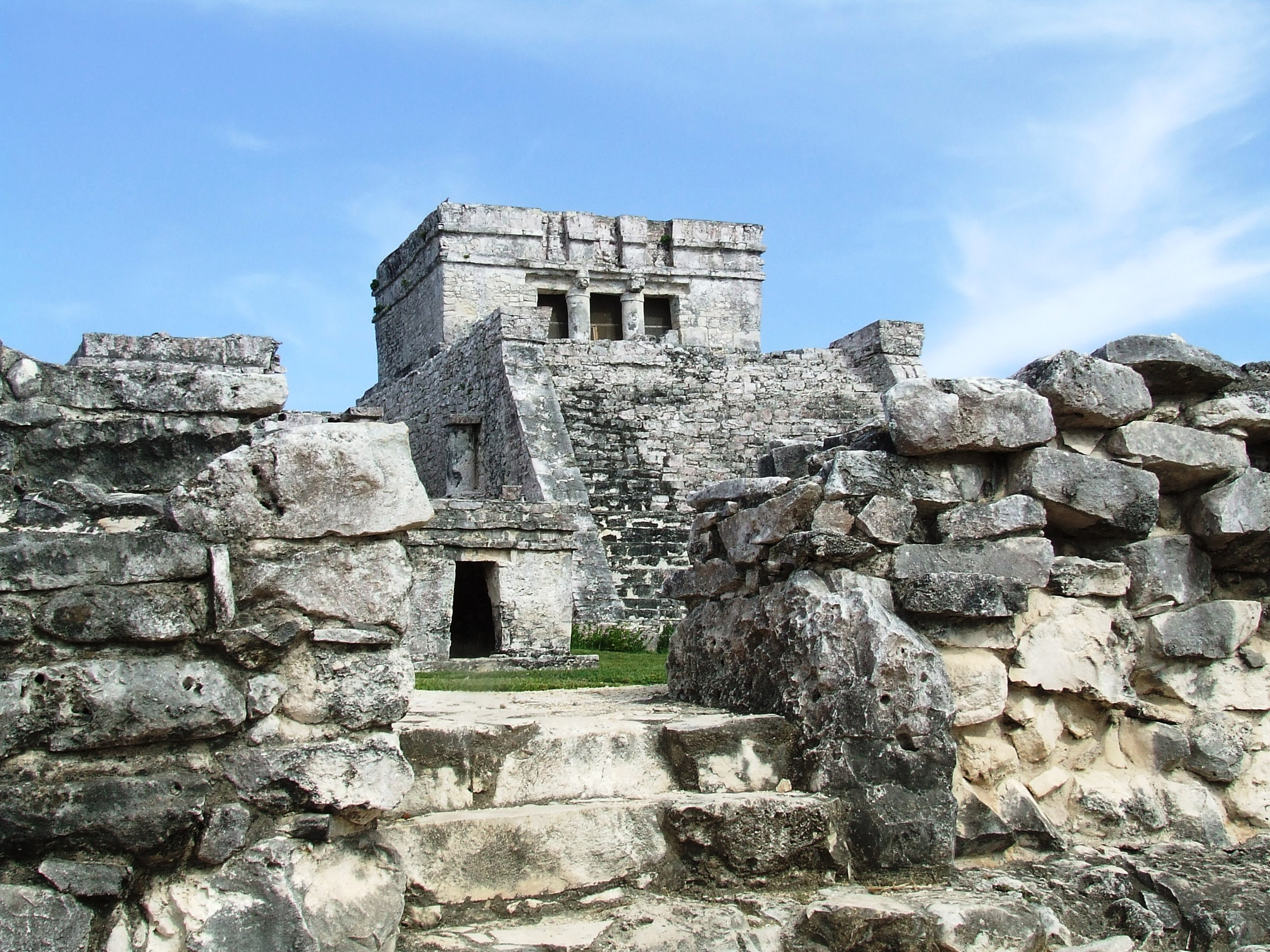
Archäologische Stätte Zama
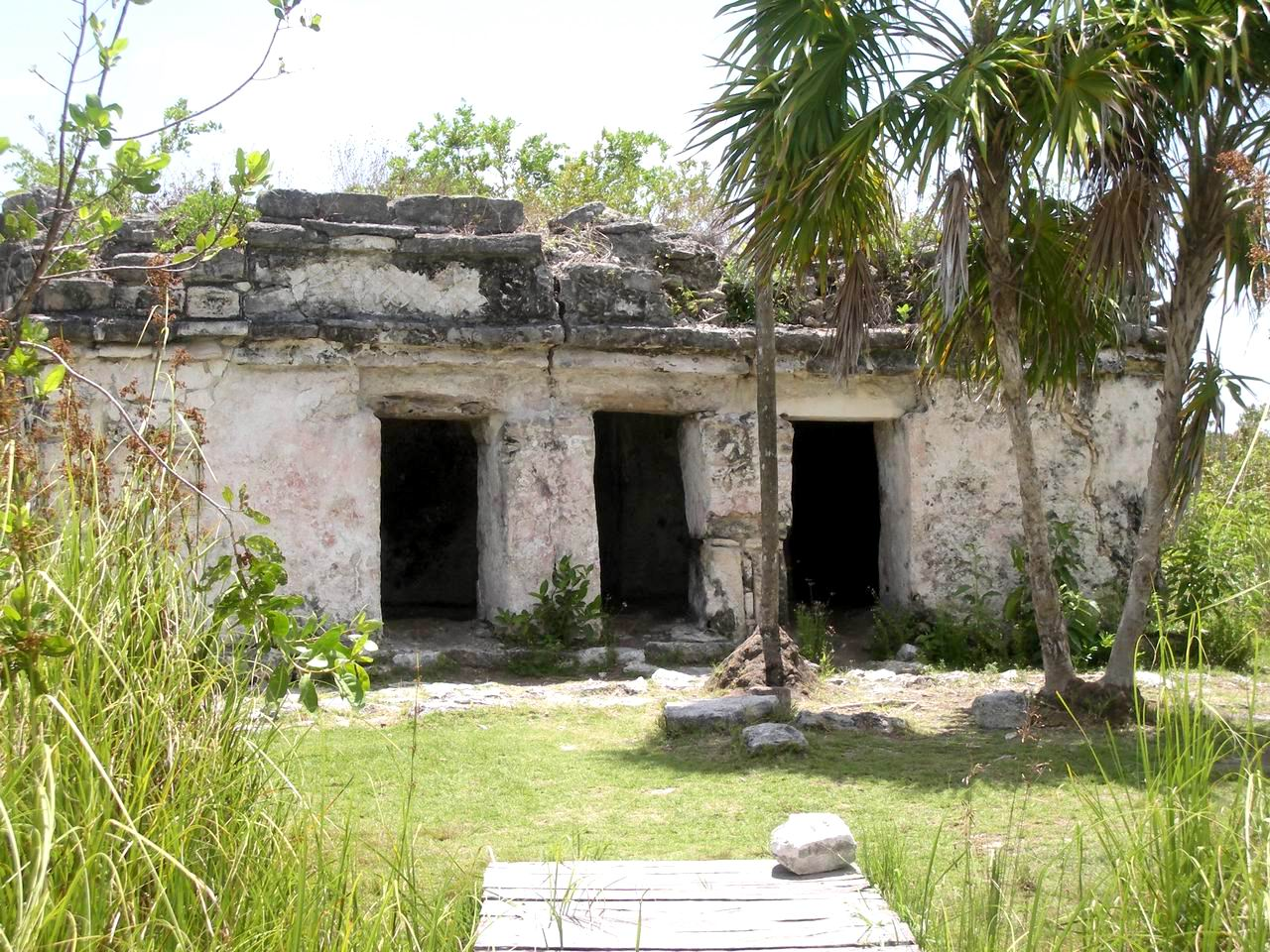
Xlahpak-Tempel in Muyil

1511 landeten 13 spanische Schiffbrüchige in Ekab, von denen 1519 nur noch Gerónimo de Aguilar und Gonzalo Guerrero am Leben waren. Ersterer schloss sich der Konquista, letzterer den Maya an, bei denen er in Ch'aak Temal erst zum Nacom später zum Kaziken aufstieg. Er heiratete in die lokale Herrscherfamilie ein und wird noch heute als „Vater der Mestizen“ verehrt.
Noch vor den Aufständen gegen die Kolonialisierung und Christianisierung widersetzte sich auch Ekab anfänglich den Spaniern. Bereits Córdoba stieß 1517 bei Catoche auf militärischen Widerstand. Auch Grijalva musste im Folgejahr bei einzelnen Landgängen Verluste hinnehmen. 1527 landete Montejo vor Xel Há und konnte ohne größeren Widerstand die Siedlung Salamanca de Xelha gründen. Von dort stieß er ins nördliche Landesinnere vor, wurde aber bei Chikinchel in blutige Kämpfe verwickelt, die er jedoch für sich entscheiden konnte. Salamanca de Xelha wurde aufgegeben, dafür 1528 wenige Kilometer nördlich Salamanca de Xamanha gegründet. Danach nahm er für zwei Monate in Conil, der damals größten Stadt in Ekab, Garnison. Die Konquista verlagerte sich nun zunächst auf den Westen Yucatáns, wo die Spanier mit den Xiu und Pech einflussreiche Mayafürsten für sich gewinnen konnten. In den Jahren 1542–1547, der Endphase der Eroberung Yucatáns, kam es im Osten zu blutigen Maßnahmen der Spanier. Um 1550 oder zum Ende des 16. Jahrhunderts war die Karibikküste Ekabs weitgehend entvölkert, die meisten Orte waren verlassen. Eine Ausnahme bildete Polé, jetzt Xcaret, das durchgängig bewohnt blieb, daneben wurden im Kirchenverzeichnis von 1582 nur noch Cachi, Conil, Ecab und Zama als kleine Dörfer genannt.
Ekab bildet heute den nördlichsten Teil des Bundesstaates Quintana Roo.